# Танцевать
«…Танцевать» — одиннадцатый студийный альбом группы «Алиса», выпущенный в 2001 году. В альбом вошли песни, написанные в разные временные промежутки, начиная с 80-х годов. Записан на студии «Красные горы». На песни «Веретено» и «Мы держим путь в сторону леса» были сняты видеоклипы.

— Сам любишь танцевать?
Кинчев: А если бы я назвал альбом «Стоять», «Сидеть» или «Лежать», меня бы тоже доставали вопросом: «Как вы относитесь к данному телодвижению?» Может, надо просто альбом послушать повнимательней? Даже моя десятилетняя дочь Вера понимает, что в моём случае «танцевать» означает «жить».

## История
Впервые планы о намерении издать второй альбом (после «Jazz»), составленный из старых песен, были озвучены бас-гитаристом группы Петром Самойловым в 1998 году. Сам Константин Кинчев отозвался об альбоме следующим образом: «Это лирическое состояние моей души. Эту работу я расцениваю как передышку между боями…Так было и с альбомом „Jazz“, так и сейчас произошло с альбомом „…танцевать“. Никаких историй, связанных с песнями не могу припомнить. Писал я их в разное время в разных местах».
В альбом вошли следующие песни:
- «Гость» — написана зимой 1985 года. Записывалась для альбома «Jazz», но в итоге не вошла в него.
- «Веретено» — написана 22 февраля 2000 года.
- «Горизонт» — написана осенью 1984 года. Планировалась к включению в альбом «Jazz» и исполнялась на концертах в тот период, но с другим текстом и музыкой.
- «Знаки (Осень)» — написана соседом Константина Кинчева Андреем «Новым Романтиком» Киселёвым, который также является автором песни «Шестой лесничий». Она раскрывает тему «несовершенства межчеловеческих отношений и сложностей любви»[4].
- «Танцевать» была написана осенью 1986 года. Песня исполнялась в передаче «Чистый звук», которая транслировалась по телевидению Пятым каналом. Константин Кинчев считал её главной в альбоме[4].
- «Каждую ночь» — написана летом 1986 года. Акустическую версию можно услышать в альбоме «Акустика 4».
- «Понедельник» — написана осенью 1984 года.
- «Бродячий цирк» — написана в августе 2000 года. Между собой участники группы назвали её «песней про рыбалку»[5].
- «Доброе утро» — написана зимой 1985 года.
- «Посторонний» — написана зимой 1985 года для альбома «Энергия», но не была в него включена. Планировалась к включению в альбом «Дурень», однако не попала и туда. Когда, в конце концов, «Постороннего» записали для пластинки «Танцевать», использовались сохранившиеся записи, сделанные во время присутствия Александра Пономарёва в группе.
- «Где твой билет?» — написана в 1982 году, и является самой старой из песен, попавших в альбом.
- «Путь в сторону леса», имеющая посвящение БГ, появилась на свет в 1984 году. Другой вариант песни можно услышать в альбоме «Нервная ночь», акустическое исполнение можно услышать в альбомах «Акустика. Часть 1» и «Акустика. Часть 4». По словам Кинчева, ему не понравилось исполнение композиции на «Нервной ночи», потому что оно показалось ему сырым и немного незаконченным, поэтому она была переписана для альбома «Танцевать».
- Для альбома также готовилась песня на стихотворение «Бархатный сезон», написанное зимой 1985 года в Тёплом стане. Однако композиция так и не попала на пластинку.

Демозапись альбома группа «Алиса» делала летом 2000 года. Чистовая запись альбома проходила в студии «Красные горы». Для записи духовых партий были приглашены музыканты из группы «Spitfire». Сведением занимались Константин Кинчев, Пётр Самойлов и Юрий Шлапаков. Мастеринг осуществлял Андрей Субботин на «Saturday Mastering Studio» в 2001 году. 1 августа «Алиса» подписала контракт на издание альбома с компанией «Союз». До этого момента был сделан промодиск с обрезанными вариантами песен из альбома. Промодиск был разослан в двенадцать компаний-издателей. Материал этого промодиска был выпущен «пиратами» под названием «Таким как вы и таким как я».
На песню «Веретено» был снят видеоклип, сценарий к которому был придуман Кинчевым и Масальцевым. Режиссёром стал Масальцев. Клип снимался под Москвой в районе реки Рузы. По сюжету Константин Кинчев заглядывает в своё прошлое, для чего в клипе используются записи концертов и клипов предыдущих этапов творчества группы. Также был снят видеоклип на песню «Путь в сторону леса», в котором приняла участие дочь Константина Кинчева, Вера.

## Список композиций
Все тексты написаны Константином Кинчевым, кроме отмеченного, вся музыка написана Константином Кинчевым, кроме отмеченного.
| №   | Название              | Текст песни    | Музыка           | Длительность |
| --- | --------------------- | -------------- | ---------------- | ------------ |
| 1.  | «Гость»               |                |                  | 2:40         |
| 2.  | «Веретено»            |                |                  | 4:02         |
| 3.  | «Горизонт»            |                | Кинчев, Шаталин  | 3:51         |
| 4.  | «Знаки» (Осень)       | Андрей Киселёв | Андрей Киселёв   | 3:39         |
| 5.  | «Танцевать»           |                |                  | 6:15         |
| 6.  | «Каждую ночь»         |                | Кинчев, Шаталин  | 3:37         |
| 7.  | «Понедельник»         |                | Кинчев, Шаталин  | 3:59         |
| 8.  | «Бродячий цирк»       |                |                  | 4:30         |
| 9.  | «Доброе утро»         |                |                  | 2:44         |
| 10. | «Посторонний»         |                | Кинчев, Самойлов | 2:37         |
| 11. | «Где твой билет?»     |                |                  | 2:14         |
| 12. | «Путь в сторону леса» |                |                  | 3:57         |

## Список исполнителей
- Константин Кинчев — вокал;
- Пётр Самойлов — бас-гитара, бэк-вокал;
- Евгений Лёвин — гитары;
- Андрей Шаталин — гитары;
- Михаил Нефедов — барабаны;
- Дмитрий Парфёнов — клавишные;
- Роман Парыгин, Владислав Александров, Григорий Зонтов — духовые инструменты;
- Александр Пономарёв — гитара (10).

## Оформление
Оформлением «Танцевать» занимался Д. Исаев из студии «Союз». В центре обложки — ботинки на бортике крыши и вид на соседние дома с высоты. При оформлении использовался третий вариант логотипа группы из-за проблем с художником-создателем первого.
Эпиграфом к альбому стали строчки из песни Виктора Цоя «Мы хотим танцевать»: «Мы будем делать то, что мы захотим, а сейчас мы хотим танцевать». На коллекционные издания был нанесён автограф Константина Кинчева. Также в этом варианте можно увидеть клип на песню «Веретено».

## Релизы
- В 2001 году альбом был выпущен лейблом «Союз» в двух вариантах оформления — коллекционном (подарочном) и упрощённом. Первый содержал буклет-раскладушку с фотографиями музыкантов и текстами песен. Пластмассовая коробка диска была упакована в картонный слип-кейс, на котором красовался автограф Константина Кинчева, оставленный чёрным маркером. Позже появилась допечатка тиража со сканированным изображением автографа[2].
- В 2009 году Real Records переиздал 17 номерных альбомов «Алисы» в большом картонном боксе. Издания в формате Digipack дополнены бонус-треками из концертных альбомов. Оформление буклета этого издания отличается от оригинального. В нём опубликованы только тексты песен и одна фотография музыкантов[2].
- В 2014 года альбом выпускает компания «Мистерия звука». Диск этого лейбла вышел в формате диджипак с многостраничным буклетом. Оформление обложки сохранено оригинальное[2].

## Отзывы
Ефим Чернов из журнала «МузОн» пишет: «Здесь нет жёстких гитар и рваных ритмов, но есть и выведена на первый план именно мелодичность, столь присущие „Алисе“ („Знаки“ и „Горизонт“ 84-го). Нет здесь и заигрывания с новомодными компьютерными технологиями, зато есть приглашённая духовая секция. Наиболее „тяжёлые и навороченные“ в альбоме „Каждую ночь“ и „Понедельник“ (здесь даже можно услышать лёгкие скретчи) всё равно не дотягивают до жёсткого саунда среднестатистического альбома „Алисы“ последних времен. Песня „Посторонний“ и по времени написания и по манере исполнения вообще очень близка к первому альбому „Энергия“».
Музыкальная газета: «И Кинчев стал „мажором“, выпустив альбом на „Союзе“. Есть соблазн провести параллели между этой работой „Алисы“ с альбомом „Джаз“, что некоторые и делают (сам Константин Кинчев тоже). „Джаз“ был и поакустичнее и потеплее, но это тот Кинчев, который наиболее близок после смерти Чумычкина. „Неалисовское“ электрическое звучание, придерживая „коней“, дающее возможность разобраться в себе без грохота инструментов».